# فرانس ماسریل
فرانس ماسِریل (انگلیسی: Frans Masereel؛ ۳۰ ژوئیهٔ ۱۸۸۹ – ۳ ژانویهٔ ۱۹۷۲) نقاش و گرافیست اهل بلژیک بود. او پایه‌گذار رمان بی‌کلام با استفاده از گراورسازی روی چوب است و رمان‌های چوبی‌اش مانند سفر پرشور و ۲۵ تصویر از اشتیاق یک مرد شهرت جهانی دارند.